# Torre dell'acqua di Brežice
La torre dell'acqua di Brežice è un ex serbatoio idrico a torre alto 46 metri, utilizzato fino al 1983 per fornire l'acqua potabile agli abitanti della città. Riconosciuto quale monumento del patrimonio tecnico e culturale della Slovenia, è un simbolo di Brežice e come tale, è raffigurato sullo stemma ufficiale del Comune di Brežice.
La torre è di forma cilindrica con uno spazio ottagonale per una cisterna alla sommità coperta da un tetto piramidale. La vasca stessa è alta e larga sei metri, il contenitore cilindrico in cemento armato ha una capacità di 160 metri cubi d'acqua. Fu costruita nel 1914 per le esigenze di un approvvigionamento idrico stabile ai cittadini da un bacino idrografico situato a 3 km da Brezina. La documentazione del progetto non è conservata negli archivi comunali, quindi ci sono poche informazioni sulla costruzione, né è nota la data di apertura.
È il secondo edificio più antico del suo genere in Slovenia, dopo la torre dell'acqua di Kranj. La parte fondamentale della rete di approvvigionamento idrico di Brežice è stata attiva fino al 1972, quando nei pressi di Čatež è stato costruito un serbatoio d'acqua per l'intera area, dopodiché la torre venne impiegata come riserva fino al 1983. L'edificio è poi caduto in rovina fino al 2001, quando nella torre è stato aperto un ristorante, il cui proprietario  ha stipulato un contratto di comodato per 50 anni in cambio della ristrutturazione della torre. Il comune di Brežice sta ora progettando una ristrutturazione più ampia e l'apertura di un belvedere in alto.

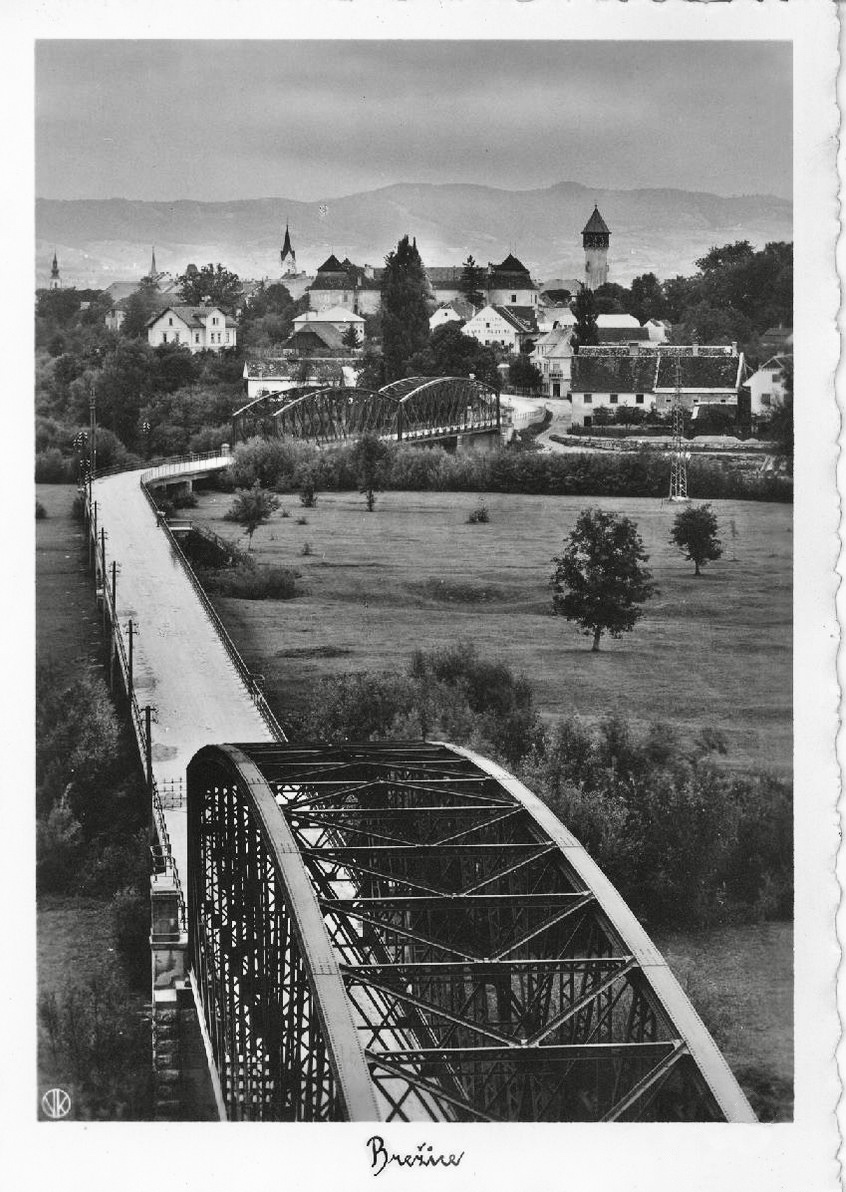
Panorama di Brežice con torre su una cartolina di Vekoslav Kramarič del secondo quarto del XX secolo